# Dynode

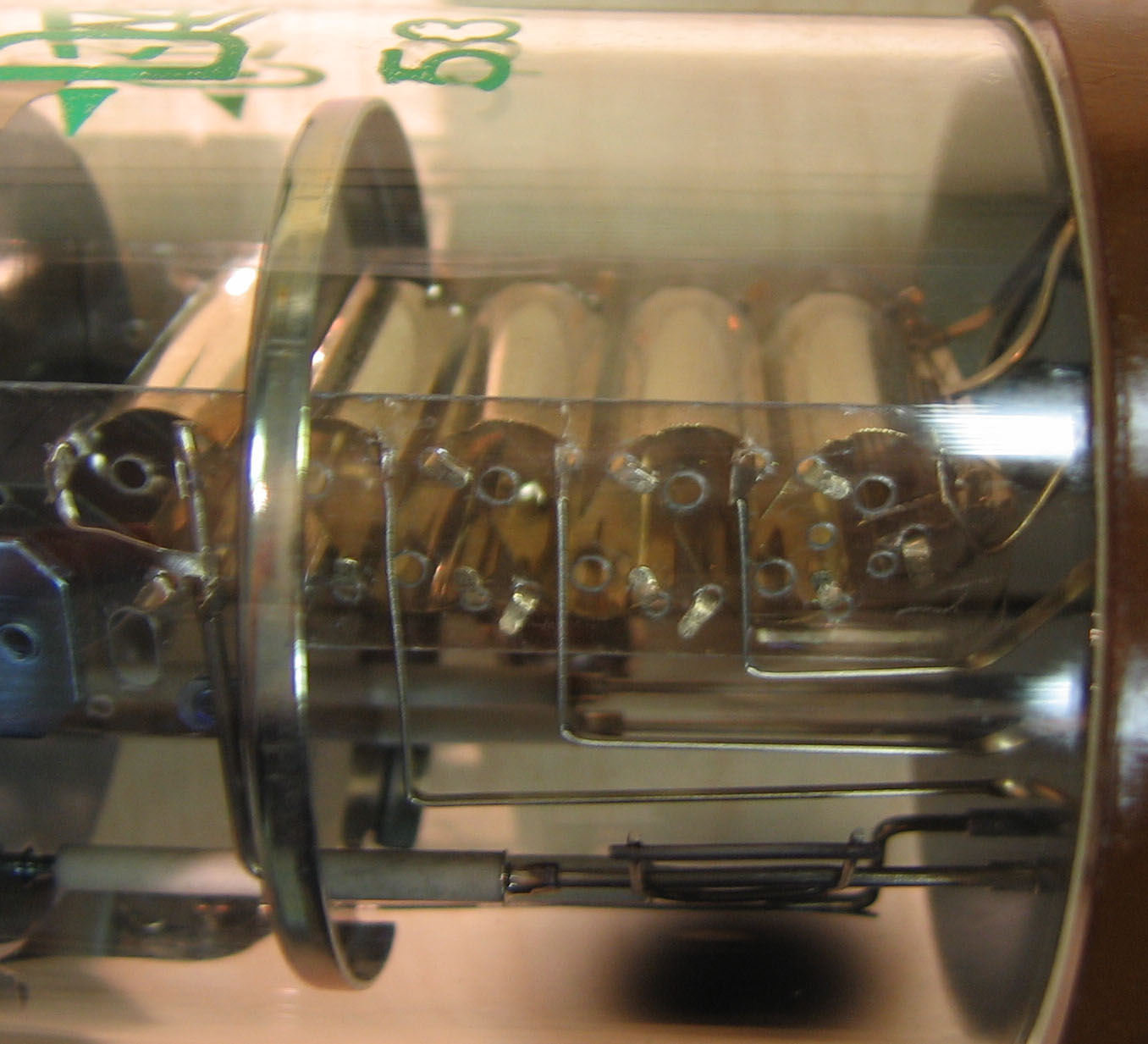
Hai hàng dynode dạng cung trong một đèn nhân quang điện

Dynode là điện cực thực hiện nhân điện tích thông qua phát xạ thứ cấp, đặt trong các Đèn điện tử chân không.
Đèn đầu tiên sử dụng một dynode là dynatron, tổ tiên của các magnetron trong đó sử dụng một dynode duy nhất. Các Đèn nhân quang điện và đèn video camera trước đây, sử dụng dãy dynode bố trí thích hợp để thực hiện được việc nhân lượng điện tử thu nhận ở photocathode lên hàng trăm triệu lần.

## Hoạt động
Các electron phát ra từ cathode được gia tốc về phía dynode thứ nhất, được duy trì ở điện áp dương 90 đến 100 V so với cực âm. Mỗi hiệu ứng quang điện được gia tốc đập vào bề mặt dynode sẽ tạo ra một số electron. Những electron này sau đó được gia tốc về phía dynode thứ hai, có điện áp dương cao hơn 90 đến 100 V so với dynode thứ nhất. Mỗi electron chạm vào bề mặt của dynode thứ hai sẽ tạo ra thêm một số electron, sau đó được gia tốc về phía dynode thứ ba, v.v. Vào thời điểm quá trình này được lặp lại ở mỗi dynode, 105 đến 107 electron đã được tạo ra cho mỗi photon tới, tùy thuộc vào số lượng dynode. Đối với các vật liệu dynode thông thường, chẳng hạn như BeO và MgO, hệ số nhân 10 thường có thể đạt được ở mỗi giai đoạn dynode.

## Đặt tên
Dynode lấy tên từ dynatron. Albert Hull did not use the term dynode in his 1918 paper on the dynatron, but used the term extensively in his 1922 paper.  In the latter paper, he defined a dynode as a "plate that emits impact electrons ... when it is part of a dynatron."